# Suellacabras
Suellacabras – gmina w Hiszpanii, w prowincji Soria, w Kastylii i León, o powierzchni 39,19 km². W 2011 roku gmina liczyła 27 mieszkańców.